# Cuillère à mesure

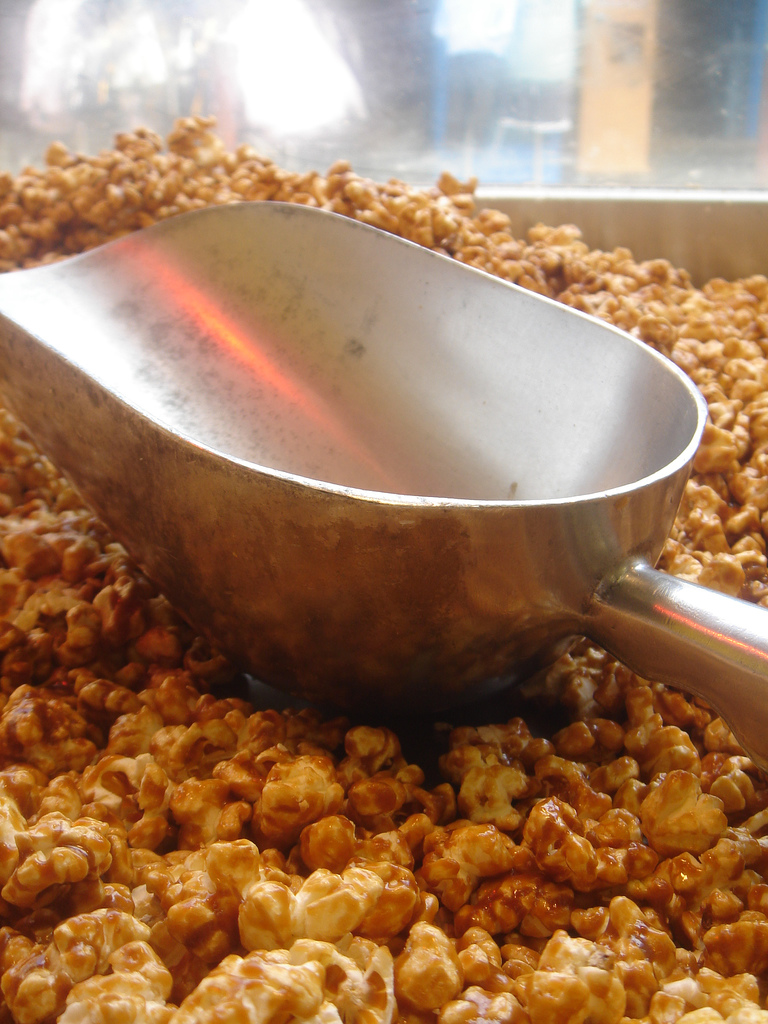
Cuillère à mesure d'aluminium avec manche.

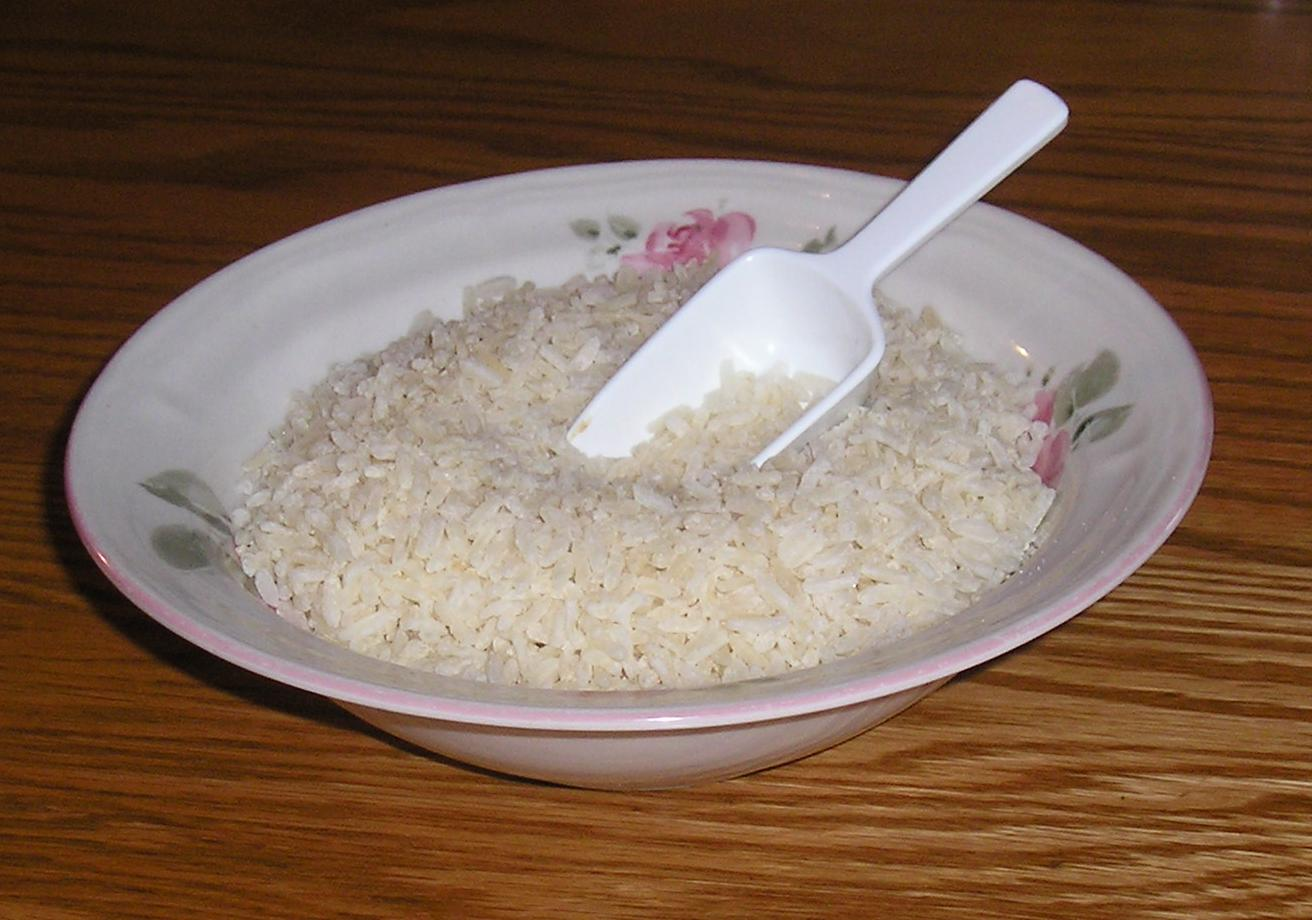
Petite cuillère à mesure en plastique.

Une cuillère à mesure, cuillère à mesurer ou couloire est un outil cannelé avec une forme semblant à une cuillère d'une certaine dimension (celles de plus grande taille reçoivent le nom de « pelle à mesure ») qui sert à manipuler des produits granulés ou sous forme de poudre. Elle peut avoir une manche ou non,.
Selon les différentes utilisations, il existe des « cuillères à olives », « cuillères à poudre », etc.

## Emploi traditionnel
Les cuillères à mesure étaient associés à la vente de produits en bloc. Le commerçant achetait aux commerces de gros et il vendait au détail. Beaucoup de produits étaient transférés depuis le récipient original (sacs, barils...) vers un sac en papier en les pesant sur une balance pour en calculer le prix. 
Si on n'avait pas besoin du sac en papier, le produit à vendre se plaçait sur un papier à envelopper, directement sur la balance. Une fois pesé, on le transférait dans le récipient du client, avec papier ou sans.

### Aux boutiques
Les boutiques qui employaient typiquement des cuillères à mesure avec profusion étaient les épiceries.
Les épiceries classiques vendaient au détail plusieurs produits en bloc, d'un côté les produits typiques des colonies comme les épices (poivre, cannelle , safran, etc.), le sucre ou le cacao, de l'autre les produits classiques : riz, haricots, pois chiches, lentilles, petits pois, café, farine, sel, pâtes sèches pour soupe, etc. Souvent, chaque produit disposait de sa propre cuillère à mesure.
Au passage au XXe siècle, les épiceries ont évolué en ajoutant la vente de produits non comestibles destinés principalement à nettoyer la maison : savons, eaux de javel, soda, parfums, sciure... Certains produits (par exemple les flocons de savon en bloc et les sciures) se manipulaient aussi avec des cuillères à mesure.

### Aux lieux de travail
Dans les pâtisseries et boulangeries il y avait d'habitude plusieurs cuillères à mesure pour mesurer et mouvoir la farine et, des fois, des portions de masse .

### Aux usines
- Dans les usines de poudre et de feux artificiels s'usaient cuillères à mesure en quelques tâches de transport et manipulation.
- Dans les fonderies et d'autres ateliers, qui travaillent avec des moules, est typique l'emploi et manipulation de matériels granulées (sable, vermiculite, perlite...). Si les pièces et les moules sont de grande taille, la plus grande part du sable du moule (ou d'autres matériels pareils)  peut se disposer avec des pelles. Mais quelques zones petites, ou de détail, il faut les remplir avec une cuillère à mesure. Il arrive le même cas quand les objets à fondre et les moules sont de petite taille.

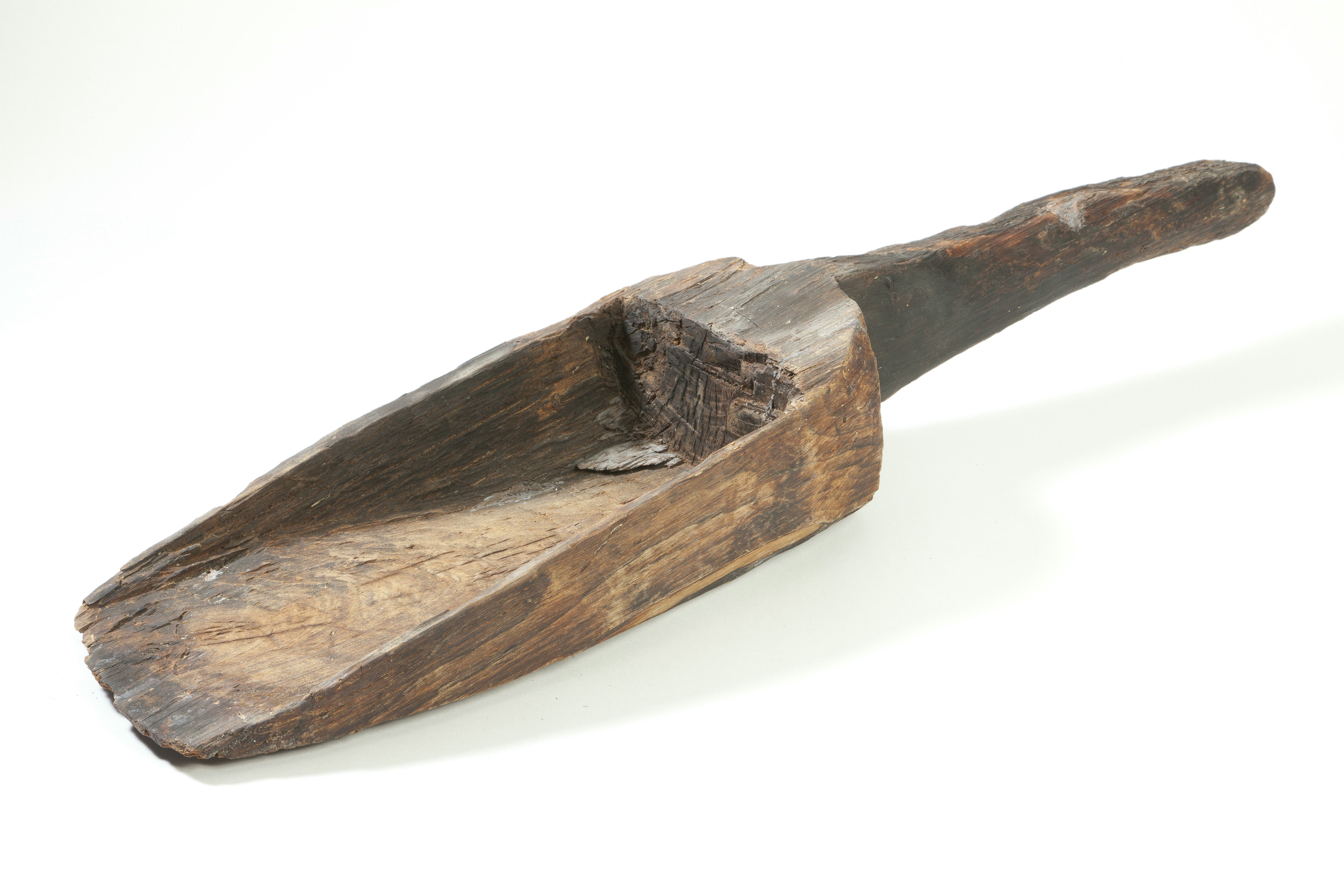
Cuillère à mesure hollandaise en bois avec manche.

## Matériels
Anciennement les cuillères à mesure étaient en bois ou métalliques (tôle, laiton, cuivre, etc.). Actuellement il y en a faites en plastique et en métaux différents: acier inoxydable, aluminium,,...
- Dans les aires géographiques où le bambou est abondant, il y a une sorte de cuillères à mesure de bambou que, en profitant le nœud du roseau, ils permettent être coupés en une seule pièce[6],[7].

## Usage actuel
Les emplois des cuillères à mesure, qualitativement parlant, sont demeurés inchangés sur de longues périodes. La diminution de leur usage quotidiennes est due à la prédominance de la commercialisation de produits emballés plutôt qu'en vrac.
Un autre aspect à envisager est la diminution des petits commerces et boutiques, substituées par des supermarchés et grandes surfaces.
Il y a quelques exceptions dans la tendance générale :
- Quelques boutiques spécialisées en la vente de fruits secs en bloc, elles sont en train d'offrir les marchandises à la vue et emploient cuillères à mesure pour les manipuler et les porter aux bascules.
- Beaucoup de supermarchés modernes, en addition aux produits emballées, offrent des produits en bloc (de production écologique ou pas) et emploient cuillères à mesure pour en prendre des petites quantités. Les clients choisissent la quantité souhaitée, la mettent dans d'un petit sac en plastique ou conteneur, et la pèsent en obtenant une étiquette pour l'accrocher au sac et permettre la lecture à la caisse (avec des indications du produit, prix, etc.).
- En cuisine et pâtisserie les référencements aux cuillères à mesure démontrent la persistance de l'outil.